# Pantopipetta bilobata
Pantopipetta bilobata là một loài nhện biển trong họ Austrodecidae. Loài này thuộc chi Pantopipetta. Pantopipetta bilobata được miêu tả khoa học năm 1988 bởi Arnaud & Child.